# Messier 14
Messier 14 oder M14 (auch als NGC 6402 bezeichnet) ist ein 7,9 mag heller Kugelsternhaufen mit einer Flächenausdehnung von 11,0' im Sternbild Schlangenträger (Ophiuchus) auf dem Himmelsäquator. Die Helligkeitsangaben verschiedener Quellen liegen bei 7,6 bis 8,3 mag.
Er ist mit über 1 Million Sonnenmassen zwar der schwerste, aber durch Extinktion der lichtschwächste der 5 Kugelhaufen des Sternbilds (M9, 10, 12, 14 und 107). Daher ist er in einem 10×50-Feldstecher kaum zu erkennen. Fernrohre von 15–20 cm Öffnung zeigen lediglich ein fleckiges Scheibchen, während die ersten Einzelsterne erst bei 30 cm Apertur und mindestens 150-facher Vergrößerung auftauchen.
M14 wurde am 1. Juni 1764 vom französischen Astronomen Charles Messier entdeckt, 2 Tage nach M10 und M12. Doch erst 1783 konnte ihn Wilhelm Herschel in Einzelsterne auflösen, deren hellster nur von 14. Größe ist. Die Entfernung liegt je nach Messmethode zwischen 28.000 und 56.000 Lichtjahren. Eine Schwierigkeit ist, dass der galaktische Staub seine Helligkeit um etwa 2 Magnituden dämpft.
Das Haufenzentrum wirkt gesprenkelt, hat im Südosten eine Dunkelwolke und ist auch in Großteleskopen nicht gänzlich aufzulösen; einige Sternketten queren es diagonal. Insgesamt wurden 68 Veränderliche festgestellt, darunter 55 der typischen, alten RR-Lyrae-Sterne. 1938 erschien eine Nova von 16 mag, die aber erst 1964 auf Fotos entdeckt wurde – das erste Mal in einem Kugelsternhaufen.